# Banco Popolare
Banco Popolare is een coöperatieve bank (Società Cooperativa - SC) in Italië met het hoofdkantoor in Verona.
Het bedrijf werd in 2007 in Verona opgericht uit de fusie van Banca Popolare di Verona (BPV) en Banca Popolare di Novara (BPN).
Per 1 januari 2017 is de bank samengegaan met Banca Popolare di Milano. Ze zijn verder gegaan onder de naam Banco BPM en is de derde bank in het land, na UniCredit en Intesa Sanpaolo. Bij de oprichting had Banco BPM ongeveer 20.000 werknemers, 1400 kantoren en vier miljoen klanten.